# Strange Beautiful Music
Strange Beautiful Music es el noveno álbum de estudio del guitarrista virtuoso Joe Satriani. Fue lanzado el 25 de junio de 2002 en Epic Records.

## Lista de temas
Todas las canciones escritas y compuestas por Joe Satriani, excepto las indicadas.. 
| N.º | Título                                     | Duración |  |
| 1.  | «Oriental Melody»                          | 3:56     |  |
| 2.  | «Belly Dancer»                             | 5:02     |  |
| 3.  | «Starry Night»                             | 3:55     |  |
| 4.  | «Chords of Life»                           | 4:13     |  |
| 5.  | «Mind Storm»                               | 4:12     |  |
| 6.  | «Sleep Walk» (Santo Farina, Johnny Farina) | 2:46     |  |
| 7.  | «New Last Jam»                             | 4:19     |  |
| 8.  | «Mountain Song»                            | 3:31     |  |
| 9.  | «What Breaks a Heart»                      | 5:20     |  |
| 10. | «Seven String»                             | 4:02     |  |
| 11. | «Hill Groove»                              | 4:10     |  |
| 12. | «The Journey»                              | 4:09     |  |
| 13. | «The Traveler»                             | 5:39     |  |
| 14. | «You Saved My Life»                        | 5:02     |  |

| Pistas Bonus |                   |          |  |
| N.º          | Título            | Duración |  |
| 15.          | «The Eight Steps» | 5:44     |  |
| 16.          | «Slick»           | 3:41     |  |
| 60:22        |                   |          |  |

## Personal
- Joe Satriani – guitarra, guitarra de siete cuerdas (pistas 5, 10), banjo (pista 3), bajo, Teclado (Pistas 11, 14), sitar (Pista 2), autoharp (Pista 2)
- Robert Fripp – guitarra (pista 6)
- Eric Caudieux – keyboard (pista 4)
- Jeff Campitelli – Batería, Percusión (Pista 14)
- Gregg Bissonette – Batería (pista 2)
- John Cuniberti – percusión (pistas 1, 2, 5, 10, 11)
- Matt Bissonette – bajo
- Pia Vai – harp (Pista 4)

- Datos: Q1755029